# Odontoprev
Odontoprev é uma empresa de capital aberto no setor de planos de saúde odontológicos, líder da área na América Latina.

## História
Foi fundada em 1987 por profissionais odontológicos para fornecer planos odontológicos a clientes corporativos. 
Em 1998, passou a ser controlada por investidores de private equity.
Em 1999, adquiriu a Unidont e, no ano seguinte, a Clidec.
Em 2006, abriu seu capital na Bolsa de Valores de São Paulo, levantando cerca de R$ 522 milhões em seu IPO.
Em 2009, a Bradesco Saúde adquiriu 43,5% do capital da Odontoprev. No mesmo ano, tem suas operações integradas às do Bradesco Dental. Em 2013, o Bradesco assumiu o controle da companhia, ao adquirir mais 6,5% das ações da companhia.
Em 2013, a Odontoprev e a BB Seguridade criaram a Brasildental, com o objetivo de distribuir e comercializar planos odontológicos sob a marca BB Dental.
Em 2018, adquiriu a OdontoSystem.